# Vinica (Macédoine du Nord)
Pour les articles homonymes, voir Vinica.
Vinica (en macédonien : Виница, prononcé [ˈvinitsa] ) est une commune et une ville de l'est de la Macédoine du Nord. La commune comptait 14 475 habitants en 2021 et s'étend sur 432,67 km2. La ville en elle-même comptait alors 8 584 habitants, le reste de la population étant réparti dans les villages alentour.
Son territoire est limitrophe de ceux des communes de Kočani, Makedonska Kamenica, Delčevo, Radoviš, Berovo et Zrnovci.
Vinica est connue pour les ruines de sa forteresse, découvertes en 1954.

## Géographie

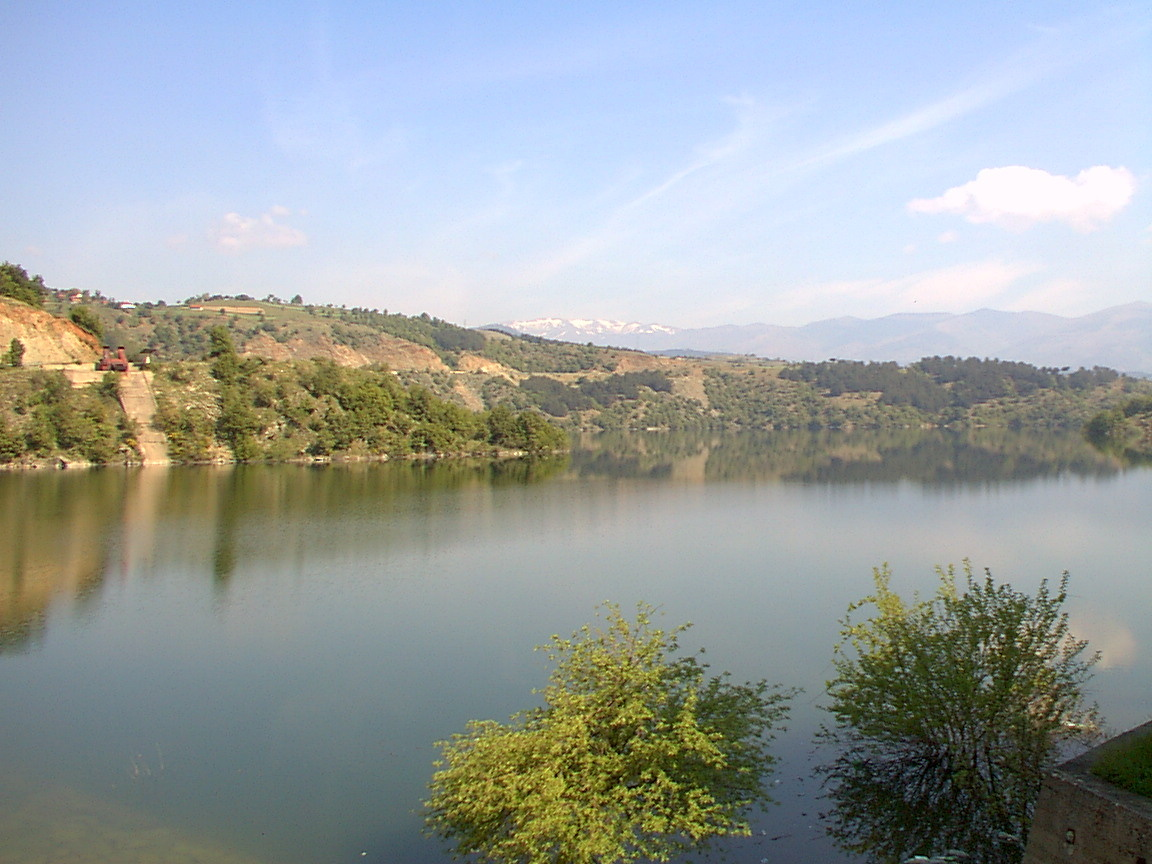
Le lac de Kalimanci.

La commune se trouve dans une vallée qu'elle partage avec Kočani. Elle est fermée au sud par le massif de la Plačkovica et à l'est par le mont Golak. Alors que les zones montagneuses de la commune ont une altitude moyenne de 1 000 mètres, la vallée se trouve entre 390 et 450 mètres d'altitude. Cette vallée est traversée par plusieurs cours d'eau, le plus important étant la Bregalnica. Les terres basses sont réservées à l'agriculture tandis que les hauteurs sont couvertes de forêts et de pâturages. La commune possède une partie du lac de Kalimanci, créé par un barrage sur la Bregalnica.
Vinica connaît un climat continental modéré, avec un printemps et un automne brefs. La commune reçoit surtout le vent chaud de la vallée de Vardar, qui s'étend au bassin de la Bregalnica.

## Localités de la commune
En plus de la ville de Vinica, la commune compte 15 localités :
- Blatets
- Vinitchka Krchla
- Gradets
- Grlyani
- Dragobrachté
- Istibanya
- Yakimovo
- Kalimantsi
- Krouchevo
- Laki
- Leski
- Lipets
- Peklyani
- Trsino
- Tsrn Kamen

## Histoire
Vinica existe depuis l'âge du fer et elle a d'abord été peuplée par des Péoniens. Plus tard, pendant la période byzantine, Vinica est un important centre de production de vin. Le nom de la ville proviendrait d'ailleurs du mot « vino », qui désigne le vin dans de nombreuses langues, dont le macédonien.

## Administration
La commune est administrée par un conseil municipal élu au suffrage universel tous les quatre ans. Il adopte les plans d'urbanisme, accorde les permis de construire, planifie le développement économique local, protège l'environnement, prend des initiatives culturelles et supervise l'enseignement primaire. Il compte 15 conseillers municipaux.
Le pouvoir exécutif est détenu par le maire, lui aussi élu au suffrage universel. Depuis 2021, le maire de Vinica est Mile Petkov, membre de VMRO-DPMNE.

## Démographie
Lors du recensement de 2002, la commune n'avait pas les mêmes limites qu'aujourd'hui, puisqu'en 2003, celle de Blatec, plus petite, lui fut rattachée. Ensemble, elles comptaient :
- Macédoniens : 18 308 (91,59 %)
- Roms : 1174 (6,17 %)
- Turcs : 296 (1,36 %)
- Valaques : 100 (0,61 %)
- Serbes : 28 (0,16 %)
- Autres : 32 (0,11 %)

La ville seule comptait quant à elle :
- Macédoniens : 9 246
- Roms : 1 209
- Turcs : 256
- Valaques : 111
- Serbes : 20
- Autres : 21

## Économie
La principale activité de la commune est l'agriculture, mais la ville de Vinica compte également quelques industries et elle est aussi tournée vers les services. Les plus grandes usines de Vinica produisent des matériaux de construction, du textile, des meubles et de l'agroalimentaire.
Vinica est touchée depuis une vingtaine d'années par une importante chute démographique. La commune espère se développer en améliorant ses domaines secondaires et tertiaires existants et en construisant de nouvelles zones commerciales, favorisant les petites et moyennes entreprises.

## Culture

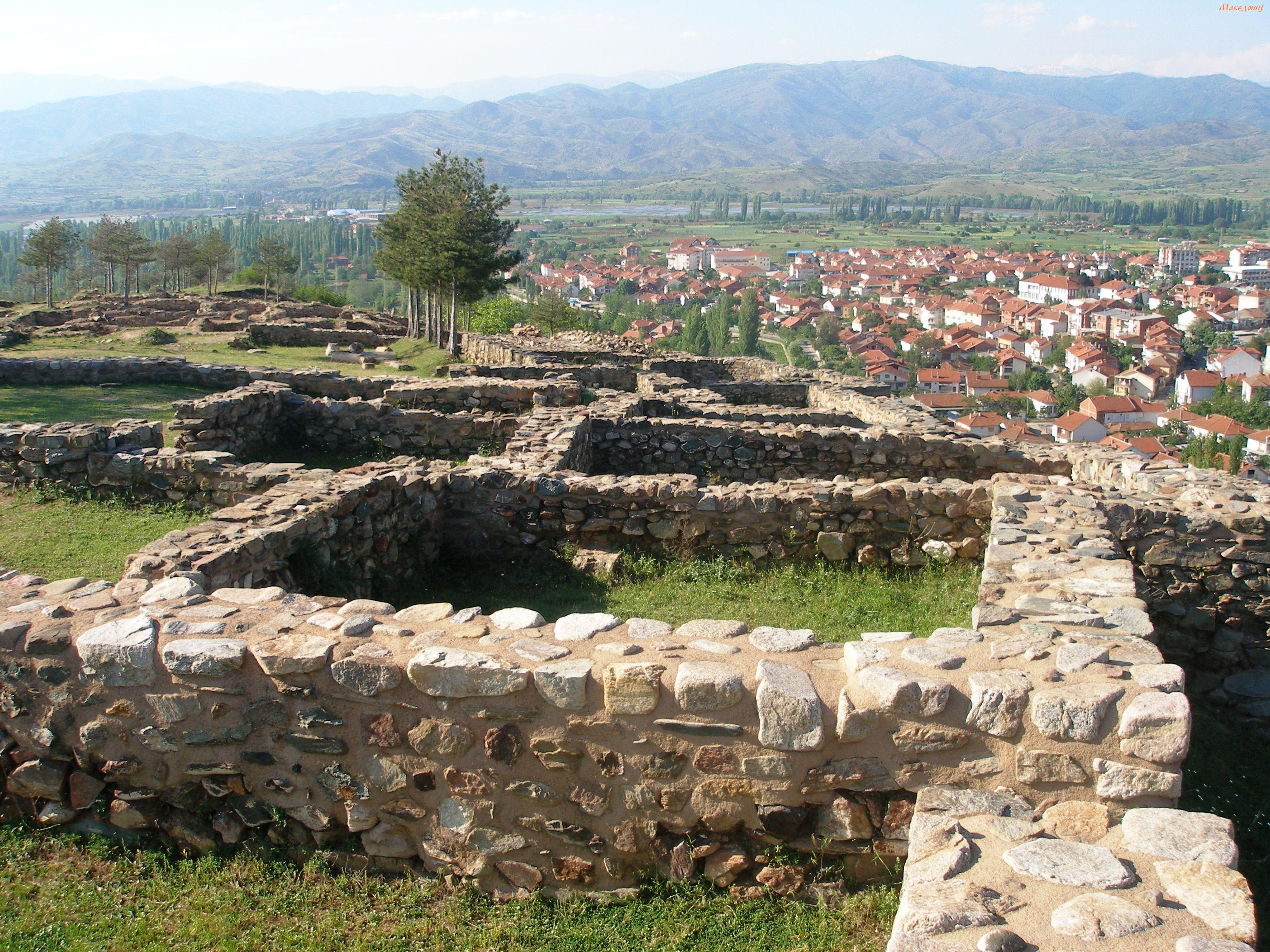
La forteresse de Vinica.

La forteresse de Vinica est le lieu culturel le plus important de la commune. On y a notamment découvert des icônes de terre cuite de l'époque paléochrétienne. Ces icônes sont exposées au musée de la ville de Vinica, fondé en 2006.